# Политическая оппозиция в Российской Федерации
Политическая оппозиция в России — различные политические партии, движения и другие объединения граждан, не поддерживающие и зачастую выступающие против политики, проводимой институтами государственной власти Российской Федерации.
Условно подразделяется на два типа — системную, то есть представленную в Государственной думе (парламентскую), и внесистемную (непарламентскую).

## История

### Парламентская (системная)
Новой Конституцией России вводилось Федеральное собрание, являющееся парламентом Российской Федерации и подразделяющиеся на две палаты — верхнюю (Совет Федерации) и нижнюю (Государственная дума). Выборы в Государственную думу — это процедура голосования граждан за политические партии, ранее также блоки и движения, которые составляют депутатские фракции в Государственной думе. По результатам первых выборов в Государственную думу в 1993 году в Думе было представлено множество партий, блоков и движений, идеологические положения и идеи которых отличались от политики власти, а две главные оппозиционные партии (ЛДПР и КПРФ) в Государственной думе I созыва обладали бо́льшим количеством мандатов, чем пропрезидентский блок «Выбор России» (106 против 64).
Госдума I созыва приняла ряд фундаментальных для государственного строя законодательных инициатив. В феврале 1994 года Думой было принято Постановление ГД ФС РФ от 23 февраля 1994 года № 63-1 ГД «Об объявлении амнистии в связи с принятием Конституции Российской Федерации», предусматривающее обширную политическую и экономическую амнистию, были амнистированы в том числе члены ГКЧП и участники событий сентября — октября 1993 года. В апреле 1994 года палатами парламента, правительством и президентом для достижения политической и экономической стабильности в стране и обществе, а также преодоления сложившегося в 1993 году противостояния между президентом и парламентом России был принят Договор об общественном согласии, ставящий перед участниками договора конкретные задачи и цели.
Из 461 законов, принятой Госдумой I созыва, только 310 были одобрены Советом Федерации и подписаны президентом.
Дважды Госдума I созыва по инициативам оппозиционных объединений рассматривала вопрос о вынесении вотума недоверию правительству России. Таких было два:
- 27 октября 1994 года за недоверие правительству Черномырдина проголосовало 193 депутата. Решение не принято[7].

- 1 июля 1995 года за недоверие правительству Черномырдина проголосовало 189 депутатов. Решение не принято[6].

На выборах в Государственную думу в 1995 году оппозиционная партия КПРФ получила 157 депутатских мандатов, тогда как провластное движение «Наш дом — Россия» — всего 55. Третьей партией по количеству полученных мандатов стала ЛДПР — 51. В Думе II созыва, в отличие от I созыва, Коммунистическая партия Российской Федерации играла уже более значительную роль в принятии палатой решений.
15 марта 1996 года Государственная дума, опираясь на ст. 29 Закона СССР от 27 декабря 1990 года «О всенародном голосовании (референдуме СССР)», в которой говорилось: «решение, принятое путём референдума СССР, является окончательным, имеет обязательную силу на всей территории СССР и может быть отменено или изменено только путём нового референдума СССР», приняла постановление «О юридической силе для Российской Федерации — России результатов референдума СССР 17 марта 1991 года по вопросу о сохранении Союза ССР», в котором отметила, что поскольку другого референдума по вопросу существования СССР не проводилось, результаты этого референдума формально сохраняли юридическую силу. В постановлении, в частности было сказано:

Должностные лица РСФСР, подготовившие, подписавшие и ратифицировавшие решение о прекращении существования Союза ССР, грубо нарушили волеизъявление народов России о сохранении Союза ССР.
Поэтому в тот же день Государственная дума России, опираясь «на волю большинства населения страны, выраженную на референдуме СССР 17 марта 1991 года», признала утратившим силу постановление Верховного совета РСФСР от 12 декабря 1991 года «О денонсации Договора об образовании СССР» в своём постановлении «Об углублении интеграции народов, объединявшихся в Союз ССР, и отмене Постановления Верховного совета РСФСР от 12 декабря 1991 года „О денонсации Договора об образовании СССР“». В ответ на оба эти постановления депутатов Думы, члены верхней палаты парламента — Совета Федерации обратились к ним с «просьбой вернуться к рассмотрению упомянутых актов и ещё раз тщательно проанализировать возможные последствия их принятия». Тогда Государственная дума России признала, что принятые 15 марта постановления «носят прежде всего политический характер, дают оценку ситуации, сложившейся после развала Советского Союза, отвечая чаяниям и надеждам братских народов, их стремлению жить в едином демократическом правовом государстве». Она также подтвердила, что указанные постановления лишь «отражают гражданскую и политическую позицию депутатов и не затрагивают стабильность правовой системы Российской Федерации и международные обязательства Российской Федерации».
Но ей же было отмечено:

…именно Постановления Государственной Думы способствовали заключению четырёхстороннего Договора между Российской Федерацией, Республикой Белоруссия, Республикой Казахстан и Киргизской Республикой об углублении интеграции в экономической и гуманитарной областях. Правомерность инициативы Государственной Думы подтверждена подписанием 2 апреля 1996 года полномасштабного Договора между Российской Федерацией и Республикой Белоруссия об образовании Сообщества.— Постановление ГД ФС РФ от 10 апреля 1996 года № 225-II ГД
На думские постановления от 15 марта 1996 года последовала негативная реакция ряда лидеров стран-членов СНГ (президентов Республики Грузия, Республики Узбекистан, Республики Армения и Республики Молдавия), а также Национального Собрания Азербайджанской Республики.
Попытка Госдумы восстановить СССР путём признания Беловежских соглашений не имеющими юридической силы успехом не увенчалась.
Летом 1998 года самая многочисленная думская фракция КПРФ с союзниками начала процедуру отрешения президента Ельцина от должности. Ему было предъявлено пять обвинений:
1. подготовка, заключение и реализация Беловежских соглашений, повлекших разрушение СССР и ослабление Российской Федерации;
2. совершение государственного переворота в сентябре—октябре 1993 года;
3. развязывание военных действий на территории Чеченской Республики в 1994—1996 годах;
4. ослабление обороноспособности и безопасности Российской Федерации;
5. геноцид российского народа.

Однако в ходе голосования депутатов 15 мая 1999 года ни один из пунктов обвинения не набрал необходимых 300 голосов (кроме того, для прекращения полномочий Ельцина требовалось ещё и решение Совета Федерации). По пункту 3 о военных действиях в Чечне палате не удалось набрать всего 17 голосов. По словам председателя КПРФ Геннадия Зюганова, Думе не удалось добрать эти 17 голосов по пункту о войне в Чечне из-за позиции депутатов ЛДПР, а также фракции «Яблоко». Председатель ЛДПР В. В. Жириновский впоследствии рассказывал, что если бы Дума проголосовала за импичмент президенту, то Ельцин бы в этот же день подписал бы два президентских указа — о роспуске Государственной думы и о запрете КПРФ. Два депутата от ЛДПР всё же проголосовали за импичмент Ельцину, один проголосовал по всем пунктам, другой — по нескольким, за что те, по словам Жириновского, немедленно были исключены из фракции и партии.
Через полгода, 31 декабря 1999 года, Ельцин заявил о сложении с себя президентских полномочий и открыто объявил о поддержке как своего преемника на посту президента России тогда действующего премьер-министра России В. В. Путина.
Занимавший с августа 1999 года должность председателя Правительства Российской Федерации Владимир Путин, а также влиятельный российский предприниматель Борис Березовский, в то время контролировавший ряд СМИ (в частности телеканал ОРТ, газеты «Коммерсантъ», «Независимая газета», «Новые Известия»), выражали поддержку партии «Единство». На думских выборах, состоявшихся за две недели до отставки президента Ельцина 19 декабря 1999 года, победила оппозиционная партия КПРФ, получившая 67 мандатов. За ней следовали «Единство», получившая 64 мандата, и блок «Отечество — Вся Россия», получивший 37 мандатов. Менее чем через 2 года последние две объединились, образовав партию «Единая Россия», однако в Думе на протяжении всего срока её полномочий — до конца 2003 года они оставались двумя разными депутатскими фракциями и занимали нередко разные позиции по одним и тем же вопросам.
Всего же за время работы II созыва (1995—1999 гг.) Госдума приняла 1045 законодательных инициатив, из которых 441 была отклонена Советом Федерации или президентом России, и только 734 инициативы (с учётом инициатив, отклонённых Советом Федерации или президентом, но впоследствии переработанных) вступили в силу.
В марте 2001 года по инициативе оппозиционных фракций на думское рассмотрение был вынесен вопрос о выражении недоверии правительству во главе с М. М. Касьяновым, который палатой принят не был (за — 125, против — 76, воздержавшихся — 5).
За время работы III созыва (2000—2003 гг.) Госдумой принята 781 законодательная инициатива, из которых Советом Федерации либо президентом России было отклонено 102, принята и опубликована (с учётом инициатив, отклонённых Советом Федерации или президентом, но впоследствии переработанных) 731.
С 2003 года в России де-факто установился однопартийный режим. На думских выборах 7 декабря 2003 года по числу голосов и полученных мандатов лидировала партия «Единая Россия» — 225 полученных мест. Руководство партии поступило так: к моменту первого заседания новоизбранной Думы IV созыва (29 декабря 2003 года) фракция партии включила в свой состав почти всех депутатов, прошедших по результатам выборов как самовыдвиженцы, а также депутатов «Народной партии», и на момент заседания 29 декабря суммарно количество депутатов фракции «Единая Россия» составило 300 человек — то есть партия получила конституционное большинство (две трети мест). С этого момента «Единая Россия» могла принимать федеральные конституционные законы самостоятельно — для их принятия требуется ровно 300 голосов.
9 февраля 2005 года Государственная дума не принимает постановление о недоверии Правительству России.
На выборах в Государственную думу V созыва 2 декабря 2007 года, которые впервые проходили по пропорциональной избирательной системе, а не по смешанной, как это было ранее, «Единая Россия» получила 315 мандатов, КПРФ — 57, ЛДПР — 40. Пропрезидентская партия «Единая Россия» вновь стала обладать конституционным большинством.
Однако следующая избирательная кампания в Думу VI созыва (2011 г.) ознаменована массовыми недовольствами граждан и начавшимися акциями протеста в стране за честные и прозрачные выборы. По результатам парламентских выборов 4 декабря 2011 года победу одержала «Единая Россия», получившая рекордно низкое число мандатов за всю свою историю — 238 (вторая после «Единой России» КПРФ получила 92, третья «Справедливая Россия» — 64, четвёртая ЛДПР — 56 мандатов), однако участники акций протеста в декабре 2011 г. не признавали прошедшие выборы чистыми и прозрачными, указывая на массовые фальсификации их результатов и требуя отмены итогов голосования. На думском заседании 27 января 2012 года парламентская оппозиция массово высказывала присутствующему на заседании главе ЦИК России В. Е. Чурову свои недовольства, указывая ему на прямые нарушения в ходе проведения голосования. Госдума в тот день приняла заявление, в котором уверила неравнодушных граждан, что «все выявленные нарушения должны быть изучены и по результатам расследований, которые проводятся СК РФ, органами внутренних дел Российской Федерации, виновные будут наказаны», а также уведомила, что все жалобы на Центральную избирательную комиссию, а также на территориальные и участковые, должны быть проанализированы и объявила о необходимости совершенствования избирательного законодательства.
Вся Государственная дума, включая системную оппозицию, в марте 2014 года поддержала аннексию Крыма Россией, за исключением одного депутата Ильи Пономарёва (фракция «Справедливая Россия»), который голосовал против законопроекта о присоединении Крыма.

### Непарламентская (внесистемная)
В то же время, внесистемная оппозиция начала сильно отличаться от системной после избирательных кампаний в Думу 2003, 2007 и 2011 годы. Так как по результатам думских выборов этих лет множество политических сил, которые классифицировали себя как представители оппозиции, не проходили в нижнюю палату парламента, внесистемная оппозиция предпринимала несколько попыток объединения: в рамках коалиции «Другая Россия» (2006), создания более крупных организаций по идеологическим направлениям (либеральное — ПАРНАС, левое — «Левый фронт», радикально-националистическое — НПФ «Память»), а также проведения общегражданских митингов за честные выборы. В октябре 2012 года были проведены выборы Координационного совета российской оппозиции.
Непарламентская оппозиция была в центре внимания российских СМИ на протяжении 2011—2013 годов, когда в Москве и других городах России начали проводиться массовые акции протеста за честные выборы. 4 и 10 декабря 2011 года, сразу после завершения выборов в Госдуму VI созыва, митинги проходили на Болотной площади и площади Революции, где набирали по 100—150 тыс. участников. 24 декабря 2011 года состоялся крупный митинг на проспекте Академика Сахарова в Москве, набравший, по разным подсчётам, до 120 тыс. участников, то есть менее 1 % жителей Москвы, не учитывая участников из других городов.
Акции протеста проходили и позже. 4 февраля 2012 года на Болотной площади в Москве прошёл митинг против фальсификации выборов. Он собрал от 36 тыс., по мнению столичного ГУ МВД РФ, до 120 тыс. участников, по версии организаторов митинга. По подсчётам программиста Анатолия Каца, в шествии по Большой Якиманке приняло участие около 208 тыс. человек. Митинги и шествия прошли более чем в 100 городах России и зарубежья.
Сторонниками акций протеста являлись Сергей Удальцов, Алексей Навальный, «Другая Россия», Российское социалистическое движение, Российский общенародный союз, «Яблоко», РПР-ПАРНАС, «Солидарность», Правые за европейское развитие и другие правые организации. Митинги поддерживали КПРФ и «Справедливая Россия».
После мая 2012 года, в связи с «болотным делом» и ужесточением наказаний за нарушения законодательства о митингах, ряд активистов были арестованы, подверглись обыскам и/или были вынуждены уехать из России. После этого митинги и другая оппозиционная активность в России пошли на спад, однако продолжались вплоть до лета 2013 года.

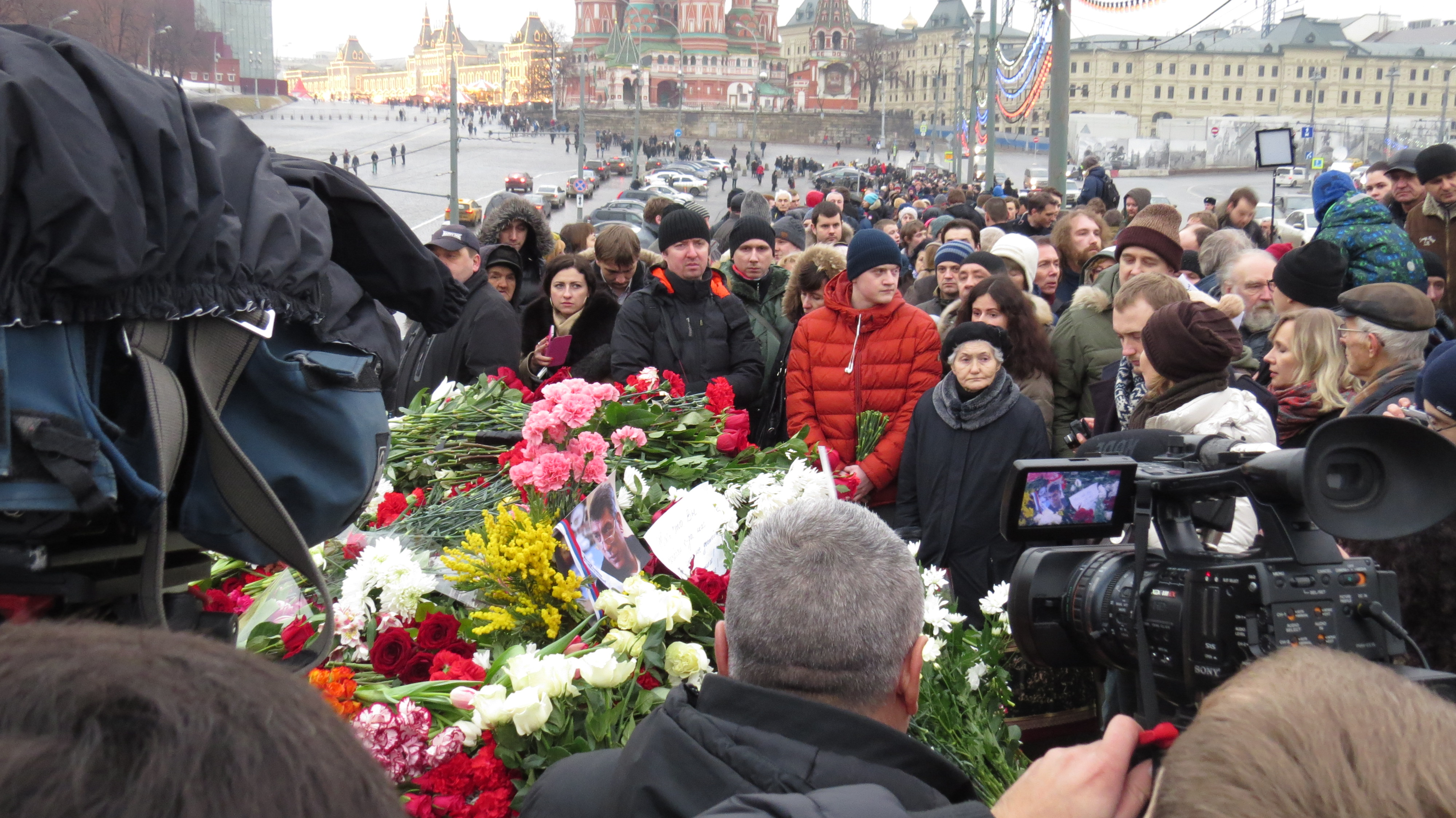
28 февраля 2015 года, Большой Москворецкий мост. Место убийства Бориса Немцова.

Внесистемной оппозиции не удалось принять единого решения о принадлежности Крыма. О том, что «Крым останется частью России и больше никогда в обозримом будущем не станет частью Украины», в октябре 2014 года заявил Алексей Навальный. Его слова вызвали скандал у сообщества либералов, и вскоре по этому вопросу раскололись все другие оппозиционеры в широком спектре от левых до правых: Гарри Каспаров, Константин Боровой, Борис Немцов и Александр Подрабинек осудили заявление Навального. Против аннексии Крыма высказывались Григорий Явлинский и партия «Яблоко», Политическая партия Правые за европейское развитие, а за аннексию — Партия прогресса, партии и движения РОТ Фронт, РРП, РСД и др.
Весной 2015 года представители сообщества либералов снова попытались объединиться. В результате в мае 2015 года образовалась демократическая коалиция в составе РПР-ПАРНАС, Партии прогресса, «Демократического выбора», «Гражданской платформы», Либертарианской Партии, «Партии 5 декабря», однако коалиция летом 2016 года распалась из-за разногласий насчёт предвыборных списков и праймериз.

## Акции и кампании оппозиции

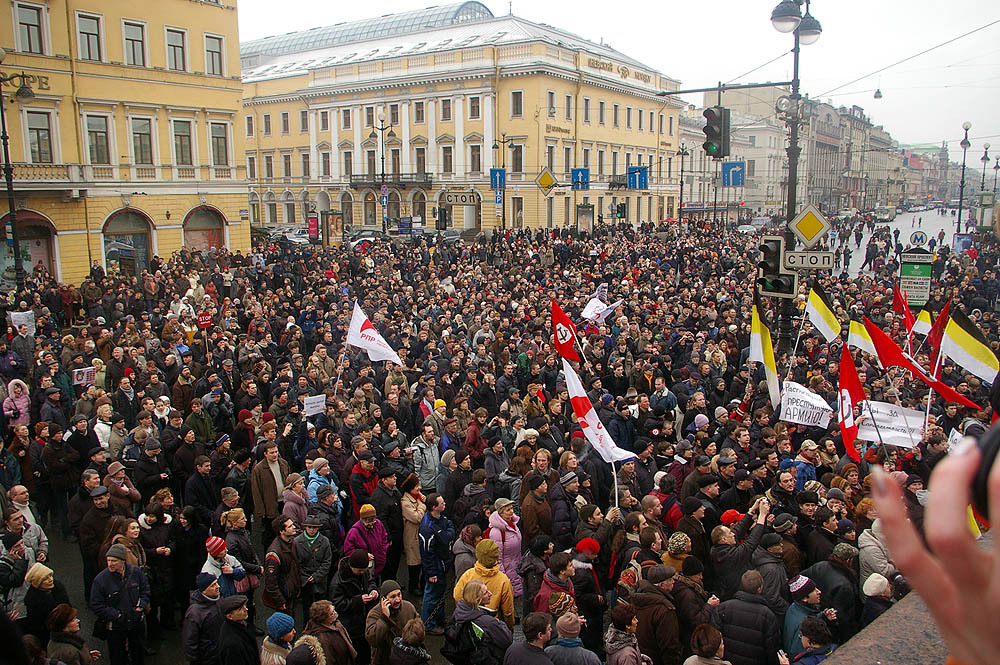
Марш несогласных в Санкт-Петербурге 3 марта 2007 года

В число наиболее крупных акций и кампаний российской оппозиции входят:

### Непарламентская (внесистемная)
- «Марши несогласных» (2005—2008) — уличные акции с требованием демократизации России, организованные коалицией «Другая Россия».
- «День гнева» (2009—2011) — митинги против социально-экономической политики властей и за политические свободы.
- «Стратегия-31» (2009—2014) — акции за свободу собраний по 31 числам месяцев, в которых есть такое число. В Москве почти до конца своего существования акция не согласовывалась властями и разгонялась полицией. На пике кампании число участников в Москве составляло около 2 тысяч, митинги проходили примерно в 40 городах России и десятке городов за рубежом. К концу 2014 года они прекратились, поскольку стали являться санкционированными, после того как их идейный вдохновитель, Эдуард Лимонов, поддержал аннексию Крыма Россией[44].
- «Путин должен уйти» (2010) — кампания (сбор подписей) за отстранение Владимира Путина от занимаемых должностей, за полгода своего существования набравшая 43 тыс. подписей в поддержку. В 2010—2011 годах сопровождалась митингами за отставку В. Путина.

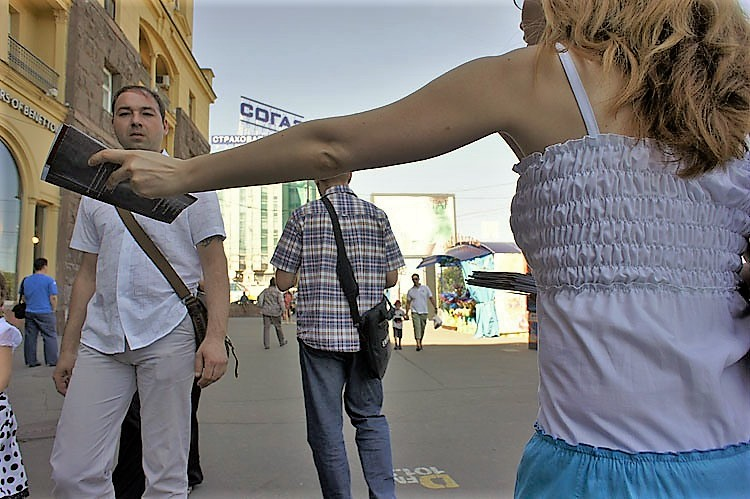
Раздача докладов «Путин. Коррупция»

- Доклады внесистемной оппозиции об итогах деятельности В. В. Путина на постах Президента России в 2000—2008 годах и Председателя Правительства России позже: «Путин. Итоги. 10 лет» (2010), «Путин. Коррупция» (2011), «Жизнь раба на галерах» (2012). В мае 2015 года опубликован доклад «Путин. Война» о применение российских вооружённых сил в Крыму и на востоке Украины.
- «Болотная» (митинги за честные выборы) — крупномасштабные акции протеста против фальсификаций парламентских (2011) и президентских (2012) выборов, проводившиеся с декабря 2011 года по июль 2013 года. Являются самыми крупными акциями протеста в России с, по разным оценкам, начала 1990-х — начала 2000-х годов.
- Акции протеста 2014—2015 годов — эпизодические акции, на которых затрагивались актуальные темы: защита политзаключённых, осуждение войны на Востоке Украины и экономической политики властей страны. В 2015 году важной оппозиционной акцией в Москве должен был стать Антикризисный марш «Весна», намечавшийся на 1 марта, но после убийства Бориса Немцова 27 февраля 2015 года вместо него состоялся траурный марш в его память (собравший более 50 тыс. участников), который московские власти санкционировали провести в центре города[45]. Однако последующие крупные акции 19 апреля (против войны на Востоке Украины) и 6 мая (солидарность с «болотными узниками») согласовать не удалось. Оппозиционеры проводили их в форме одиночных пикетов, тем не менее, многие их участники были арестованы.
- «Добрая машина правды» — один из проектов Алексея Навального, с помощью которого распространялась информация о злоупотреблениях и коррупции во власти. Был запущен в мае 2012 года, однако использовался эпизодически и к концу 2012 года исчерпал себя.
- В Москве весной 2012 года проходила серия флешмобов «Белая площадь» (другое название — «Белые на Красной»), когда оппозиционеры гуляли по Красной площади с белыми лентами[46], в конце весны и летом был организован протестный лагерь «ОккупайАбай», а осенью устраивались еженедельные «Прогулки свободы» с цепями в знак солидарности с политзаключенными[47].
- 18 мая 2014 года Политическая партия Правые за европейское развитие, пыталась провести Марш против Путина, но акция не удалась, как из-за огромного давления со стороны всех правоохранительных органов, так и полной не поддержки со стороны других оппозиционных групп. Руководитель Шишкин Виталий Викторович, получил 4 года лишения свободы.
- Серия акций протеста 2017—2018 годах — ряд митингов и акций протеста, организованных персонально оппозиционером Алексеем Навальным и проходивший одновременно во многих городах России с центром протеста в Москве.
  - Первые митинги и протесты 26 марта 2017 года прошли в 82 городах России против коррупции в государственных органах и в связи с раскрытием участия премьер-министра Российской Федерации Дмитрия Медведева в коррупционной схеме вследствие выпуска фильма-расследования «Он вам не Димон» некоммерческим ФБК, основанным Алексеем Навальным. Во многих городах акции протеста согласованы не были[48]. В Москве, в ходе несогласованной акции, было задержано более 900 человек[49].
  - Вторые организованные акции протеста 12 июня 2017 года, в День России, из-за бездействия властей, отсутствия от них реакции[50][51] и открещения субъектов расследования ФБК от своей причастности без указания фактов[52][53][54].
  - Третьи организованные акции протеста прошли 7 октября 2017 года, в день рождения Президента России Владимира Путина. Более 290 участников акции были задержаны.
  - Четвёртые акции протеста прошли 5 мая 2018 года, участники протестовали против коррупционных проявлений, социального неравенства, фальсифицированных выборов, зависимых от государства СМИ, интернет-цензуры и пр. Было задержано более 1600 человек.
  - Пятые акции протеста прошли в единый день голосования 9 сентября 2018 года во многих городах России с центром в Москве. После них в России появился так называемый «бессрочный протест».
  - Несанкционированный митинг 7 февраля 2019 года в Калининграде. По итогам этой акции активист Иван Лузин был оштрафован за вовлечение несовершеннолетних в несанкционированный митинг. Это первый случай применения соответствующего закона, который вступил в силу в конце 2018 года[55].

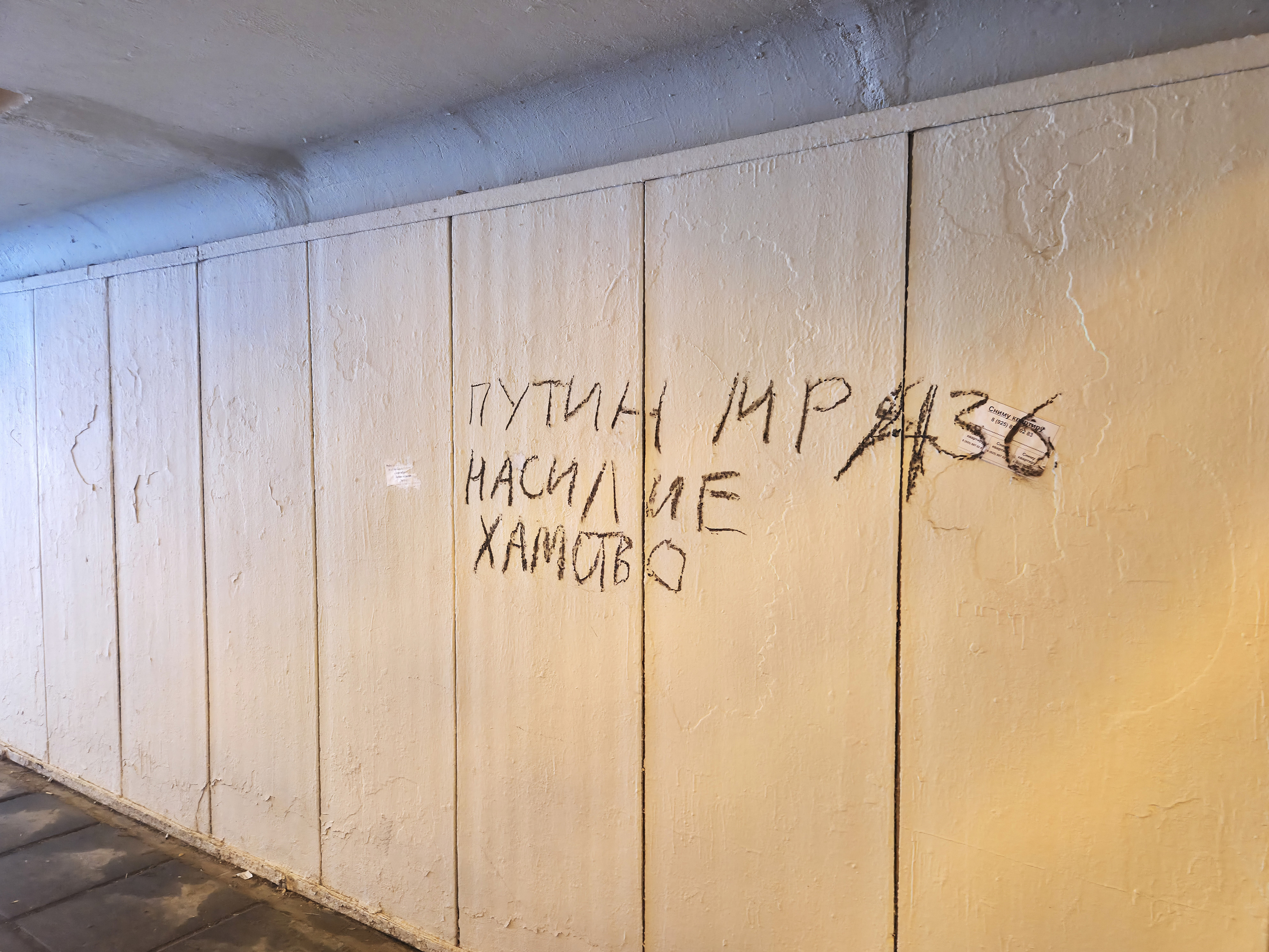
Антипутинская надпись в подземном переходе в Москве в 2025 году

- Акции протеста 23, 31 января, 2, 14 февраля и 21 апреля 2021 года, вызванные арестом Алексея Навального по прибытии из Германии и судом над ним, а также публикацией фильма-расследования «Дворец для Путина. История самой большой взятки». По разным оценкам 23 и 31 января участвовало от 100 до 300 тыс. человек по всей России[56][57]. На акциях в общем было задержано свыше 11 тысяч человек.

#### Прочее
- Выпуск научных докладов «Математическая реконструкция выборов», созданный и провозглашённый Алексеем Навальным, в которых профессор С. Сулакшин математически доказал факты фальсификаций на выборах в Государственную думу 2011 года, выборах мэра Москвы 2013 года и выборах в Государственную думу 2016 года. Отчёты базируются на официальных данных ЦИК. Разработанная методика также позволила реконструировать реальные итоги выборов[58].

- Среди крупных региональных выступлений, имевших социально-экономические причины, стоит отметить акции протеста во Владивостоке против повышении ввозных пошлин на иномарки (2008—2010), акции протеста в Калининграде против повышения транспортного налога и за отставку губернатора области Георгия Бооса (2009—2010) и протесты шахтеров в Междуреченске Кемеровской области (май 2010).

### Парламентская (системная)
Думские оппозиционные фракции — ЛДПР, КПРФ и «Справедливая Россия» редко имеют необходимость в проведении уличных акций протеста, митингов даже по самым острым вопросам.
Однако летом — осенью 2018 года оппозиция (парламентская в лице ЛДПР, КПРФ и «Справедливой России» и непарламентская в лице лидеров партии «Яблоко», ПАРНАС, политиков А. Навального и С. Удальцова) организовывала крупные протесты против повышения пенсионного возраста в России. 28 июля 2018 года КПРФ организовала санкционированный митинг в Москве на проспекте Сахарова, по подсчётам полиции собравший 6500, «Эхо Москвы» — более 10 тыс., а по подсчётам самой партии — 100 000 участников. В Санкт-Петербурге, по словам агентства «Фонтанка», митинг КПРФ собрал около 1500 человек.
2 сентября 2018 года КПРФ организовала ещё один митинг против пенсионной реформы, на нём участвовали лидер партии Геннадий Зюганов, кандидаты в мэры Москвы и губернаторы Московской области Вадим Кумин и Константин Черемисов соответственно. На Суворовской площади в Москве свой митинг проводила «Справедливая Россия», где, по словам ГУ МВД РФ, собралось около 1500 человек. Акции протеста проходили во многих городах России.
Кроме того, партии ЛДПР и КПРФ несколько раз в год в дни некоторых государственных праздников России проводят митинги-концерты.

## Руководящие органы оппозиции

### Парламентская
Структура управления оппозиционными политическими партиями России, представленными в Государственной думе (по алфавиту — КПРФ, ЛДПР, «Справедливая Россия») закреплена в их уставах. Они несколько отличаются друг от друга.
- КПРФ
  - Высший руководящий орган — съезд партии. Между съездами высшим руководящим органом партии является избираемый съездом Центральный комитет КПРФ. Председателем партии является Председатель ЦК КПРФ — с 1993 года им является Геннадий Зюганов. Первый заместитель — Иван Мельников (с 2004 г.). Заместители председателя ЦК КПРФ (по состоянию на 2018 г.) — Юрий Афонин, Владимир Кашин, Дмитрий Новиков. Контролирующий орган — Центральная контрольно-ревизионная комиссия (ЦКРК) КПРФ, председатель ЦКРК — Николай Иванов.
- ЛДПР
  - Высший руководящий орган — съезд партии. Между съездами высшим руководящим органом партии является избираемый съездом Высший совет. Должность Председателя ЛДПР в структуре управления партией является самостоятельной, однако Председатель партии по должности возглавляет Высший совет. Последние выборы Высшего совета ЛДПР прошли на XXX съезде (2017 г.) политической партии; был избран в следующем составе: Владимир Жириновский, Иван Абрамов, Сергей Каргинов, Антон Морозов, Владимир Сысоев, Игорь Торощин, Борис Чернышов. Контрольно-ревизионным органом ЛДПР является Центральная контрольно-ревизионная комиссия партии, председатель ЦКРК — Александр Курдюмов.
- Справедливая Россия
  - Высший руководящий орган — съезд партии. Между съездами высшим руководящим органом партии является избираемый съездом Центральный совет. Исполнительный орган партии — президиум Центрального совета. Председатель партии по должности является главой Центрального совета. Ревизионный орган — Центральная контрольно-ревизионная комиссия.

### Непарламентская
В мае 2008 года, после отказа в регистрации представителей коалиции «Другая Россия» на парламентских и президентских выборах 2007 и 2008 годов соответственно, лидерами коалиции была созвана «Национальная ассамблея Российской Федерации». Она планировалась как структура, параллельная Государственной думе, где должны были совместно работать националисты, либералы, левые и гражданские активисты. В Ассамблею вошли 500 политических деятелей, провозгласивших своей целью восстановление демократии в России. На момент создания ассамблеи это были представители 85 различных общественных и политических организаций из 66 регионов России. Выборов в ассамблею не было: списки активистов предоставили руководители партий и движений. Спустя несколько лет депутаты НА РФ прекратили активную работу, ограничиваясь редкими совместными заявлениями.
В декабре 2011 года стихийно образовались оргкомитеты для организации начавшихся массовых митингов за честные выборы. Нередко между этими комитетами и их членами возникали конфликты. На московском митинге 12 июня 2012 года было объявлено о предстоящих выборах в Координационный совет российской оппозиции — постоянный орган, который будет легитимно представлять оппозицию. Выборы прошли 20—22 октября 2012 года. Регистрация кандидатов и избирателей велась на сайте cvk2012.org Архивная копия от 30 ноября 2012 на Wayback Machine. Для участия в выборах зарегистрировалось 170 012 избирателей, из них были верифицированы 97 727, а проголосовали 81 801. Затем из общего числа голосовавших были удалены участники системы МММ, поскольку они голосовали по инструкции Сергея Мавроди. Таким образом, осталось около 65 тысяч проголосовавших избирателей, по результатам голосования которых был избран состав КС.
В своей деятельности КС первого созыва в основном ограничился процедурными вопросами. По вопросу о целях и задачах КС среди депутатов произошёл раскол, а реальное руководство протестным движением так и не было осуществлено. Осенью 2013 года КС покинули несколько известных деятелей, в том числе Андрей Пионтковский. Выборы нового состава Координационного совета, которые предполагалось провести осенью 2013 года, не состоялись, и в итоге совет фактически прекратил своё существование.
В конце 2012 года начал свою работу Экспертный совет оппозиции. В него вошла группа бывших кандидатов в Координационный совет (48 человек), не набравших необходимое число голосов на выборах в КС, но пожелавших вносить свой вклад в организацию протестного движения. В Экспертном совете были созданы рабочие группы по различным вопросам, на сайте опубликованы подготовленные ЭСО документы, размещены видео, в том числе учебные, организован форум. Кроме того, объявлен «Конкурс планов восстановления конституционной законности в России».
Комитет протестных действий был создан в июне 2013 года. В него вошли члены движения «Солидарность», «Комитета 6 мая», гражданские активисты, среди которых Борис Немцов, Александр Рыклин, Михаил Шнейдер, Петр Царьков и Евгений Третьяков. Первые акции были спланированы на 26 июня 2013 года — день 50-летия Михаила Ходорковского.

## Финансирование оппозиции

### Парламентская

#### КПРФ
КПРФ в 1990-е — 2000-е годы отличалась от других политических партий постсоветской России тем, что более значительную часть доходов получала от членских взносов и добровольных пожертвований партийцев. В 1995—1996 годах КПРФ заработала 3 млрд 493 млн руб., из которых на долю членских взносов пришлось около 10 %. В 2001 году членские взносы составили 55,1 % доходов КПРФ. В 2000-е годы руководство КПРФ приняло ряд мер по увеличению собираемости партийных взносов, однако позже доля членских взносов в бюджете партии стала падать. В 2005 году в КПРФ был введён «партмаксимум» — каждый, кто избран от партии в органы власти, должен отчислять в КПРФ 10 % своего дохода. В 2006 году была поставлена задача собирать с каждого партийца не менее 20 рублей ежемесячно, причем это удалось выполнить: если в 2005 году в среднем один партиец платил 13,5 руб. в месяц, то в 2007 году уже 23 руб. в месяц. Кроме того, КПРФ по сравнению с другими партиями, смогла добиться того, что добровольные пожертвования физических лиц в отдельные годы превышали пожертвования юридических лиц. Например, в 2009 году пожертвования физических лиц в КПРФ составили 15,7 % доходов КПРФ, а взносы юридических лиц только 5,4 %. Причем доля доходов КПРФ от пожертвований физических лиц в 2009 году превысила аналогичные показатели других «парламентских» партий.
Тем не менее, перед избирательными кампаниями в Государственную думу 1990-х — начала 2000-х годов КПРФ приходилось привлекать средства крупного бизнеса. Например, основным спонсором партии на выборах в Государственную думу 2003 года был Михаил Ходорковский, предоставивший КПРФ 20 млн долларов. Тогда депутатами от КПРФ стали члены руководимой Ходорковским нефтяной компании ЮКОС С. Муравленко и А. Кондауров.
В 2008 году деятельность КПРФ примерно на 41 % была профинансирована из федерального бюджета, а в 2009 году государственное финансирование составило около 54 % доходов партии. Согласно отчётному докладу ЦКРК КПРФ на XIII съезде партии, за январь—октябрь 2008 года общая сумма поступлений составила 148 млн рублей, в том числе 8 млн руб. отчислений членских взносов, 36 млн руб. — добровольные пожертвования и 106 млн руб. — бюджетное финансирование за голоса избирателей, полученные КПРФ на думских и президентских выборах.
Расходы КПРФ в 2008 году составили 148 млн рублей, из них 81,5 млн потрачено на проведение выборных кампаний, 31,5 млн — на издание печатной продукции и газету «Правда», а 23 млн рублей на приобретение недвижимости, которая теперь имеется у партии в 22 регионах. 19 октября 2008 года лидер КПРФ Геннадий Зюганов обратился к гражданам России с просьбой материально поддержать партию в реализации её программных целей.
В 2000-е годы доля прямого государственного финансирования (введённого в 2004 году) в доходах КПРФ была небольшой — 6,2 % в 2004 году, 8,3 % в 2007 году, но в 2009 году государственное финансирование составило 53,6 % доходов КПРФ. Основную долю доходов КПРФ в 2015 году составило государственное финансирование (за полученные на выборах голоса избирателей) — 89,4 % доходов и только 6,4 % членские взносы. Такая структура доходов в 2015 году характерна для всех российских «парламентских партий».
В 2015 году КПРФ получила 1 550 366,8 тыс. рублей (второе место среди политических партий России), а потратила 1 458 736,1 тыс. рублей.
Структура расходов КПРФ в 2015 году была следующей:
- Содержание руководящих органов партии — 22,4 %;
- Содержание региональных отделений — 36,5 %;
- Перечисления в избирательные фонды — 4,8 %;
- Агитационно-пропагандистская деятельность (учреждение и содержание собственных СМИ, информагентств, типографий, учебных заведений, а также выпуск агитационно-пропагандистских материалов) — 30,4 %;
- Публичные мероприятия, съезды, собрания и тому подобное — 4,8 %
- Другие расходы — 1,1 %.

В 2015 году КПРФ значительно превосходила другие парламентские партии по доле расходов на содержание центрального партийного руководства. На эти цели КПРФ потратила в 2015 году 22,4 % всех расходов, в то время как «Единая Россия» — 13,2 %, ЛДПР — 1,9 %, «Справедливая Россия» — 15,9 %. Также КПРФ из всех парламентских партий потратила относительно расходам других политических партий наименьшую долю расходов на финансирование избирательных кампаний своих членов и сторонников — 4,8 % от расходов («Единая Россия» — 8,5 %, ЛДПР — 10,3 %, «Справедливая Россия» — 13,0 %).

#### ЛДПР
В бюджете партии членские взносы составляли в 2002—2009 годах от 0,07 % до 0,91 %. В 1990-е годы партия, как утверждается специалистами в области изучения лоббизма, прибегала к методам сбора спонсорских пожертвований, напоминающим вымогательство. Например, перед выборами в Государственную думу 1995 года ЛДПР, как сообщалось, разослала по коммерческим и промышленным структурам письма-предупреждения: той организации, которая пожертвует партии 10 тыс. долларов (45 000 000 неденоминированных рублей на декабрь 1995 г.), ЛДПР обещала включение в «белый» список, а той организации, которая откажется платить было обещано занесение в «черный» список.
В 2008 году деятельность ЛДПР на 26 % была профинансирована из федерального бюджета, в 2009 году государственное финансирование составило около 81 % доходов партии, тогда как, например, КПРФ в 2008 и 2009 годах из федерального бюджета получила 41 % и 54 % соответственно; партия «Единая Россия» — около 23,5 % и 27 % в 2008 и 2009 годах соответственно.
В 2009 году 0,9 % доходов партии составили пожертвования граждан, 13,8 % — перечисления юридических лиц, тогда как у КПРФ эти показатели составили 15,7 % и 5,4 % доходов партии соответственно; у «Единой России» — 0,3 % и 63,8 %; у «Справедливой России» — 10,8 % и 58,1 %; у партии «Яблоко» — 1,9 % и 97,8 % доходов соответственно.
В 2015 году ЛДПР получила 1 130 845,5 тыс. рублей (третье место среди политических партий России), а потратила 1 483 567,7 тыс. рублей. Основную долю доходов ЛДПР в 2015 году составило государственное финансирование (за полученные на выборах голоса избирателей) — 74,6 % доходов и только 0,03 % членские взносы. Такая структура доходов в 2015 году характерна для всех российских партий, представленных в Госдуме.
Структура расходов ЛДПР в 2015 году была следующей:
- Содержание руководящих органов партии — 1,9 %;
- Содержание региональных отделений — 4,1 %;
- Перечисления в избирательные фонды — 10,3 %;
- Агитационно-пропагандистская деятельность (учреждение и содержание собственных СМИ, информагентств, типографий, учебных заведений, а также выпуск агитационно-пропагандистских материалов) — 52,8 %;
- Публичные мероприятия, съезды, собрания и тому подобное — 15,0 %
- Другие расходы — 15,9 %.

В 2015 году ЛДПР значительно превосходила другие парламентские партии по доле расходов на агитационные цели и имела наименьшую долю расходов на содержание центрального руководства и региональных отделений.

#### Справедливая Россия
В первые годы своего существования «Справедливая Россия» в значительной мере существовала на спонсорские пожертвования. В 2009 году партия получила по этой статье доходов 233,7 млн руб. (58,1 % доходов) от юридических лиц и 43,6 млн руб. (10,8 % доходов) от физических лиц. Но уже в 2009 году заметную роль играло финансирование из федерального бюджета — оно составило около 27 % доходов партии. В дальнейшем государственное финансирование стало у партии основным источником доходов.
В 2015 году «Справедливая Россия» получила 1 107 334,5 тыс. рублей (четвертое место среди политических партий России), а потратила 1 070 972,9 тыс. рублей. Основную долю доходов «Справедливой России» в 2015 году составило государственное финансирование (за полученные на выборах голоса избирателей) — 86,4 % доходов и только 0,7 % членские взносы. Такая структура доходов в 2015 году характерна для всех российских «парламентских партий».
Структура расходов «Справедливой России» в 2015 году была следующей:
- Содержание руководящих органов партии — 15,9 %;
- Содержание региональных отделений — 19,2 %;
- Перечисления в избирательные фонды — 13,0 %;
- Агитационно-пропагандистская деятельность (учреждение и содержание собственных СМИ, информагентств, типографий, учебных заведений, а также выпуск агитационно-пропагандистских материалов) — 44,1 %;
- Публичные мероприятия, съезды, собрания и тому подобное — 3,0 %
- Другие расходы — 4,8 %.

Столь высокая доля государственного финансирования в доходах партии в значительной мере связана с тем, что в 2014 году в России было резко увеличено финансирование политических партий из федерального бюджета — теперь за каждый голос, полученный на выборах, партия стала получать не 50, а 110 рублей. Наиболее крупным негосударственным спонсором партии в 2015 году стала компания «Русс-Инвест», выделившая 19,4 млн руб.

### Непарламентская
В начале 2000-х годов предприниматель Борис Березовский финансировал оппозиционную партию «Либеральная Россия», одним из руководителей которой он являлся.
По словам одного из лидеров движения «Солидарность» Ильи Яшина, на деятельность движения перечисляют средства неравнодушные предприниматели из «российского несырьевого бизнеса». Весной 2013 года Борис Немцов сообщил, что бюджет «Солидарности» составляет около двух миллионов рублей в год и целиком состоит из добровольных пожертвований активистов.
По словам руководителя «Другой России» Эдуарда Лимонова, его соратники и помощники работают безвозмездно.
Шишкин Виталий Викторович, сам из собственных средств финансировал политическую партию Правые за европейское развитие, правозащитный комитет ПАМЯТЬ, все митинги, которые он организовывал, в том числе и Марш против Путина 18 мая 2014 года.
В начале 2011 года на проект «РосПил» Алексея Навального граждане перечислили за два месяца 6 миллионов рублей.
Финансирование митингов за честные выборы, начиная с 2011 года, осуществлялось за счет «кошелька Ольги Романовой», то есть счета в Яндекс-деньгах, которым распоряжается журналист Ольга Романова и на который граждане пересылают деньги. На каждый митинг было собрано по несколько миллионов рублей. По словам Романовой, зимой 2011/2012 года среди частных жертвователей было много действующих федеральных чиновников и представителей крупного бизнеса, весной же 2013 года деньги давал крепкий середняк. В июне 2013 года Михаил Аншаков и другие члены ЭСО обратили внимание на непрозрачный характер трат на митинги и на завышение расценок. Аншаков предложил активистам брать организацию митингов на себя и потребовать отчета за предыдущие траты. На следующий день Ольга Романова объявила о том, что закрывает свой Яндекс-кошелек и больше не будет им заниматься.
С декабря 2016 года по апрель 2018 года Алексей Навальный собрал около 373 млн рублей пожертвованиями на свою предвыборную (информационную) кампанию, в свою поддержку, из которых 91 млн руб. было получено биткойнами. Всего на кампанию Навального пожертвовали деньги более 100 тыс. человек, средняя сумма перевода составила 1 500 рублей. Общие расходы кампании составили 368 млн рублей. Из них более 150 млн рублей ушло на зарплаты сотрудников региональных штабов Навального, ещё около 90 млн рублей потрачены на политическую деятельность, в том числе на агитационные материалы и массовые мероприятия.
Разница между приходом и расходом составила пять миллионов рублей. Около половины этой суммы заморожено на счетах ликвидированного фонда «Пятое время года». Судьба этих денег, по словам соратников Навального, «непонятна, поскольку ликвидация была проведена вне любых законных процедур». Остальные 2,5 млн рублей уйдут на уплату налогов.

## Отношение граждан к оппозиции
Недовольство властью порождает агрессию. Причем поскольку рядовым гражданам власть «не достать», раздражение ею они нередко переключают друг на друга и на различные социальные группы.
По данным исследования Левада-Центра (май 2013 г.), 27 % опрошенных поддерживают оппозиционеров в их требованиях (5 % с уверенностью, а 22 % — скорее поддерживают). Не поддерживают оппозицию 30 % опрошенных. 44 % выбрали вариант ответа «затрудняюсь ответить». Действия такой заметной фигуры, как А. Навальный, одобряют только 6 % опрошенных, 35 % не разделяют его взглядов, а 59 % ничего о нём не знают. Эксперт Левада-центра сделал вывод о дезориентации общества. Он объяснил снижение численности участников митингов летним сезоном (когда люди меньше склонны к конфронтации), дискредитацией оппозиции государственными СМИ и малой информированностью населения в целом.

## Оценки
В начале 2024 года издание Politico отметило, что российская оппозиция, какой бы она ни была, кажется неактуальной в данное время в России. Center for European Policy Analysis в докладе «Сдерживание России. Безопасность Европы» заявило, что «продемократическая оппозиция России была в значительной степени исчерпана задолго до февраля 2022 года». Люди, представляющие ее, многие из которых находятся за границей, помогают получить информацию о России, поддерживают беженцев из Украины и РФ, но организуют в основном бесполезные действия. Маловероятно, что какие-либо из их усилий приведут к смене направления российского режима. Умные мемы и трюки, такие как «Полдень против Путина», как бы они ни освещались в западных СМИ, не смогут подорвать власть российского лидера, но они способны поднять дух диссидентов и вызвать раздражение Кремля.
В последнее время возникает немало споров о том, какой политический режим сложился в стране. Все большее число политологов и аналитиков сходится во мнении, что по набору и сущности политических институтов и механизмов осуществления власти данный режим может быть классифицирован как гибридный: делегированная демократия. Она возникает тогда, когда представительная функция демократии исчезает, а ее место занимает делегирование президенту и стоящей за ним партии власти широкого избирательного мандата. В этих условиях оппозиции придется реализовывать свои полномочия и координировать свои действия, чтобы в полном объеме осуществить свои цели.